# الإسحاقية
الإسحاقية هي فرقة باطنية من غلاة الشيعة تتشابه في عقائدها مع الفرقة النصيرية، تُنسب إلى إسحاق بن زيد بن الحارث وكان من أصحاب عبداللّه بن معاوية بن عبداللّه بن جعفر بن أبي طالب (83-131هـ)، وكان يقول بالإباحية وإسقاط التكليف، ويثبت لعلي بن ابي طالب شراكته في النبوة مع رسول اللّه محمد، ثم صارت الإسحاقية مثل النصيرية (العلوية) ، فقالوا: إنّ اللّه حلّ في علي بن أبي طالب. وهو ما أقره المستشرق صموئيل لايد في كتابه "الغموض الآسيوي" الذي يروي فيه رحلته الى جبل النصيرية
وهناك من ينسب هذه الفرقة إلى إسحاق بن محمّد بن أحمد بن أبان النخعي يكنى أبا يعقوب الأحمر، وقال الخطيب البغدادي: سمعت أبا القاسم عبدالواحد بن علي الأسدي يقول: إسحاق بن محمّد بن أبان النخعي الأحمر، كان خبيث المذهب، رديء الاعتقاد، يقول: إنَّ عليا هو اللّه، قال: وكان أبرص ، فكان يطلي البرص بما يغير لونه، فسمّي الأحمر لذلك. وقال عنه الذهبي: "حاشا عتاة الرفض من أن يقولوا: على هو الله، فمن وصل إلى هذا فهو كافر ، وهذه هي نحلة النصيرية"

## العقيدة
الفرقة الإسحاقية هي فرقة غالية وهم يقولون: لم تخل الأرض ولا تخلو عن نبي وقالوا أن علي يشترك في النبوة مع محمد بل ذهبوا إلى أبعد من ذلك فقالوا أن الله حل في علي بن أبي طالب. ووقع الاختلاف بينهم في من حل الإله بعد عليّ، ويقولون بإباحة المحرمات وإسقاط التكاليف 
اختلفوا فيما بينهم في كيفية إطلاق اسم الإلهية على الأئمة من أهل البيت، قالوا: ظهور الروحاني بالجسد الجسماني أمر لا ينكره عاقل، أما في جانب الخير فكظهور جبريل ببعض الأشخاص، و التصور بصورة أعرابي، و التمثل بصورة البشر، و أما في جانب الشر فكظهور الشيطان بصورة إنسان حتى يعمل الشر بصورته، و ظهور الجن بصورة بشر حتى يتكلم بلسانه، فكذلك نقول: إن اللّه تعالى ظهر بصورة أشخاص. ولما لم يكن بعد رسول اللّه شخص أفضل من علي بن أبي طالب و بعده أولاده المخصوصون، و هم خير البرية، فظهر الحق بصورتهم، و نطق بلسانهم، و أخذ بأيديهم، فعن هذا أطلقنا اسم الإلهية عليهم، و إنما أثبتنا هذا الاختصاص لعلي بن أبي طالب دون غيره، لأنه كان مخصوصا بتأييد إلهي من عند اللّه تعالى فيما يتعلق بباطن الأسرار، قال النبي صلّى اللّه عليه و سلّم: «أنا أحكم بالظّاهر و اللّه يتولّى السّرائر». حيث أن علي هو من قتل المنافقين لمعرفته سرائر النفوس وبهذا يكون علي هو من يتولّى السرائر المقصود في الحديث. و أثبتوا له شركة في الرسالة، و قلع باب خيبر لا بقوة جسدانية من أول الدليل على أن فيه جزءا إلهيا، و قوة ربانية. و يكون هو الذي ظهر الإله بصورته، و خلق بيديه، و أمر بلسانه، و عن هذا قالوا: كان موجودا قبل خلق السموات و الأرض. وقالوا: كنا أظلة عن يمين العرش فسبحنا فسبحت الملائكة بتسبيحنا، فتلك الظلال، و تلك الصور التي تنبئ عن الظلال: هي حقيقته، و هي مشرفة بنور الرب تعالى إشراقا لا ينفصل عنها، سواء كانت في هذا العالم، أو في ذلك العالم، و عن هذا قال علي بن أبي طالب: أنا من أحمد كالضوء من الضوء، يعني لا فرق بين النورين‌ إلا أن أحدهما سابق، و الثاني لاحق به، تالٍ له. قالوا: و هذا يدل على نوع من الشركة.

## الاختلاف مع النصيرية
النصيرية والإسحاقية من غلاة الشيعة يرون ظهور الروحانيات في صور جسمية خَيرة أو خبيثة ويزعمون أن الله يظهر في صورة إنسان وأن جزءاً من الله حل في علي بن أبي طالب به يعلم الغيب ويفصل مالا طاقة لأحد به من البشر ويختلفان في إباحة المحارم فالنصيرية تحرمه ويتفقان في إسقاط التكاليف إلا أن النصيرية أميل إلى مشاركة علي لله في الإلهية والإسحاقية أميل إلى مشاركة علي لمحمد في النبوة؛ والنصيرية نسبة إلى محمد بن نصير النميري والإسحاقية نسبة إلى إسحاق بن زيد بن الحارث.

### الثالوث والتجليات السبعة
عندما تبحث في عقائد الإسحاقية فلا تجد لذكر أي شي متعلق بثالوث إلهي على عكس عقائد النصيرية التي تجد فيها ذكر لثالوث يدعى " ع م س" حيث يرمز كل حرف لأقنوم من أقانيم الثالوث فحرف العين يمثل علي بن أبي طالب ويطلقون عليه لقب "المعنى" وحرف الميم يمثل النبي محمد ويطلقون عليه لقب "الاسم أو الحجاب" وحرف السين يمثل سلمان الفارسي ويطلقون عليه لقب "الباب" ويؤمنون بأن هذا الثالوث بهذه المراتب الثلاثة قد ظهر سبع مرات بأسماء مختلفة في كل مرة عبر الأزمنة السابقة كما هو موضح في الجدول:
|   | المعنى             | الاسم (الحجاب) | الباب              |
| - | ------------------ | -------------- | ------------------ |
| 1 | هابيل              | آدم            | جبريل              |
| 2 | شيث                | نوح            | يائيل بن فاتن      |
| 3 | يوسف               | يعقوب          | حام ابن كوش        |
| 4 | يوشع بن نون        | موسى           | دان ابن أسباؤوط    |
| 5 | آصف بن برخيا       | سليمان         | عبد الله بن سمعان  |
| 6 | شمعون الصفا (بطرس) | عيسى           | روزبة ابن المرزبان |
| 7 | علي بن أبي طالب    | محمد           | سلمان الفارسي      |

### التناسخ
على ما يبدو فإن أتباع الفرقة الإسحاقية لا يعتقدون بالتناسخ كما يفعل النصيرية والذي يسمونه عندهم التجايل، حيث يؤمنون بأن روح المؤمنين تنتقل بعد الموت إلى جسد أفضل حالاً أما أرواح الكفار فتنتقل إلى أجساد الحيوانات و تظل عالقة في أطوار المسوخية المخيفة وهي تأتي في خمس درجات: النسخ، المسخ، الفسخ، الوسخ، الرسخ.

## إسحاق الأحمر
إسحاق الأحمر أو إسحاق بن محمّد النخعي أصله من النخع ، وسكن البصرة ونسبه إليها الخراسانيون ، كما نُسب إلى الكوفة لدى البغداديين ، وإلى النخع عند محدّثي الشيعة ، عاش في القرن الثالث وكان من الغلاة وهناك اختلاف في نسبة الفرقة الإسحاقية إليه وربما يكون تبنى أفكار إسحاق بن زيد وهو من نشرها فاختلط الأمر على البعض فنسبوا الفرقة إليه.
ونص ابن الغضائري ، والخطيب البغدادي على نسبة الإسحاقية إليه متأخّرا عن عصره ؛ لأنّه توفي سنة 284هـ -897م، لذا يمكن القول : إنّ نسبة الإسحاقية إليه غير متحقّقة ، حيث لم يشر إلى ذلك النجاشي والكشّي والطوسي في كتبهم .

### أقوال العلماء فيه
- ابن الغضائري: « إسحاق بن محمد بن أحمد بن أبان بن مرار، يكنى أبا يعقوب الأحمر. فاسد المذهب، كذاب في الرواية، وضّاع للحديث، لا يلتفت إلى ما رواه، ولا ينتفع بحديثه»[12]
- العلامة الحلي:« معدن التخليط، له كتب بالتخليط، لا أقبل روايته، إليه تُنسب الإسحاقية»[13]
- ابن داوود: «إسحاق بن محمد بن أحمد بن أبان هو معدن التخليط فاسد المذهب كذاب وضاع للحديث»[14]
- النوبختي: « وقد كان ممن جوّد الجنون في الغلو في عصرنا إسحاق بن محمد المعروف بالأحمر، وكان ممن يزعم أن علياً هو الله، وأنه يظهر في كل وقت، فهو الحسن في وقت الحسن، وكذلك هو الحسين وهو واحد، وأنه هو الذي بعث بمحمد»[15]
- ابن الجوزي: « إسحاق الأحمر كان كذاباً من الغلاة»[16]
- الذهبي: « كذاب مارق من الغلاة»[17]